# Shahrestān di Bonab
Lo shahrestān di Bonab (farsi شهرستان بناب) è uno dei 19 shahrestān dell'Azarbaijan orientale, in Iran. Il capoluogo è Bonab. Lo shahrestān non è ulteriormente suddiviso e ha la sola circoscrizione Centrale.